# Józef Wiktor Wolf
Józef Wiktor Wolf (ur. 1894, zm. 1939) – polski nauczyciel, profesor Miejskiego Gimnazjum im. M. Kopernika w Bydgoszczy, krajoznawca.

## Życiorys
Urodził się 2 stycznia 1894 r. w Niżniowie w województwie stanisławowskim. Był synem Aleksandra i Leokadii ze Stempkowskich. Od 1904 r. uczył się w gimnazjum klasycznym w Stanisławowie, w którym w 1913 r. zdał egzamin dojrzałości. Studiował na wydziale filozoficznym Uniwersytetu Jana Kazimierza we Lwowie (historia i geografia). Uczęszczał na seminaria prowadzone m.in. przez historyków: Oswalda Balzera, Aleksandra Semkowicza, Jana Ptaśnika, Stanisława Zakrzewskiego i geografa prof. Eugeniusza Romera, uzyskując wyniki bardzo dobre i celujące. Studia przerwał mu wybuch I wojny światowej. Ukończył je w 1922 bez egzaminu końcowego.
W latach 1917–1918 pracował w starostwie oraz jako nauczyciel w Gimnazjum im. Juliusza Słowackiego w Czortkowie. W 1919 r. został zastępcą nauczyciela w gimnazjum w Buchaczu. Później uczył w I Gimnazjum Państwowym w Stanisławowie, skąd Kuratorium Okręgu Szkolnego Lwowskiego przeniosło go w 1921 r. do Państwowego Gimnazjum V we Lwowie.
W sierpniu 1922 r. przybył do Bydgoszczy i od 1 września tego roku pracował w Miejskim Gimnazjum im. M. Kopernika w Bydgoszczy. W 1925 r. Ministerstwo Wyznań Religijnych i Oświecenia Publicznego uznało, iż posiada kwalifikacje zawodowe do nauczania historii i geografii w szkołach średnich ogólnokształcących i seminariach nauczycielskich. Rzetelna wiedza wyniesiona z uniwersytetu i talent pedagogiczny sprawiały, że osiągał znakomite wyniki w nauczaniu historii. Zajmował się również pracą naukową. Na łamach Przeglądu Bydgoskiego opublikował artykuł „U progu dziejów miasta Bydgoszczy”, a w przypisie do niego zamieścił tekst łaciński i swój przekład na język polski przywileju lokacyjnego miasta. Jego pasją były również krajoznawstwo i turystyka. Udzielał się w Oddziale Bydgoskim Polskiego Towarzystwa Turystycznego (członek zarządu).
Po zajęciu Bydgoszczy przez Niemców we wrześniu 1939 r. został aresztowany i osadzony w koszarach 15 Pułku Artylerii Lekkiej. Został zamordowany 31 października 1939 w „Dolinie Śmierci” pod Fordonem (obecnie dzielnica Bydgoszczy). Po wojnie jego zwłoki ekshumowano i pochowano na bydgoskim Cmentarzu Bohaterów Bydgoszczy na Wzgórzu Wolności.

## Upamiętnienie
Jego nazwisko znajduje się na tablicach pamiątkowych pomordowanych i zmarłych nauczycieli, które umieszczono w budynkach: Copernicanum (dawniej siedziba gimnazjum) i II Liceum Ogólnokształcącego im M. Kopernika w Bydgoszczy.